# Società Aeroportuale Calabrese
La Società Aeroportuale Calabrese (S.A.CAL.) è la società per azioni che gestisce gli aeroporti di Lamezia Terme, Reggio Calabria e Crotone.

## Storia
La società gestisce l'aeroporto di Lamezia Terme a partire dal 1990, subentrando al Consaer (consorzio costituito nel 1965). Nel 2009 ottiene la Concessione della Gestione Totale per un periodo di quarant’anni e la Certificazione di Prestatore di Servizi Assistenza a terra (handler) dei passeggeri, degli aeromobili e per la movimentazione merci e bagagli.
Gli aeroporti di Reggio Calabria e di Crotone, invece, sono gestiti da SACAL a partire dal 2017.
Il 23 aprile 2022, il presidente della Regione Calabria, Roberto Occhiuto, annuncia a seguito di atto di cessione, il socio privato di maggioranza ha trasferito l’intera partecipazione a Fincalabra spa, società in house della Regione Calabria. All’esito di tale acquisizione l’87,75% delle azioni è detenuto da Enti Pubblici e il rimanente 12,25% da investitori privati

## Azionisti
Alla data del 27/03/2023 la distribuzione delle azioni è la seguente:

### Enti pubblici
| Azionista                                                | Percentuale |
| -------------------------------------------------------- | ----------- |
| Fincalabria                                              | 51,96%      |
| Comune di Lamezia Terme                                  | 11,81%      |
| Provincia di Catanzaro                                   | 6,22%       |
| Regione Calabria                                         | 9,27%       |
| Provincia di Catanzaro                                   | 6,22%       |
| Comune di Catanzaro                                      | 3,24%       |
| Camera di commercio di Catanzaro, Vibo Valentia, Crotone | 3,92%       |
| Provincia di Cosenza                                     | 0,99%       |
| Camera di commercio di Cosenza                           | 0,28%       |
| SACAL                                                    | 0,23%       |
| Corap (già Consorzio Industriale VV)                     | 0,06%       |

### Soci privati
| Azionista                | Percentuale |
| ------------------------ | ----------- |
| Aeroporti di Roma S.p.A. | 5,37%       |
| Intesa San Paolo         | 3,39%       |
| Noto S.p.A.              | 0,83%       |
| Confindustria Catanzaro  | 1,39%       |
| Altri soci privati       | 0,90%       |